# 노아 콜레르
노아 콜레르(히브리어: נועה קולר, 영어: Noa Kooler, 1981년 6월 24일 ~ )는 이스라엘의 배우이다. 제27회 오빌상 여우주연상 수상자이다.